# NGC 2107
NGC 2107 (другое обозначение — ESO 57-SC32) — рассеянное скопление в созвездии Столовой Горы, расположенное в Большом Магеллановом Облаке. Открыто Джоном Гершелем в 1836 году. Возраст скопления составляет около 280 миллионов лет, доля элементов тяжелее гелия в звёздах — 0,8%. Протяжённость его красного сгущения на диаграмме Герцшпрунга — Рассела может указывать на то, что звездообразование в скоплении продолжалось длительный срок.
Этот объект входит в число перечисленных в оригинальной редакции «Нового общего каталога».